# Тайс (Флорида)
Тайс (англ. Tice) — статистически обособленная местность, расположенная в округе Ли (штат Флорида, США) с населением в 4538 человек по статистическим данным переписи 2000 года.

## География
По данным Бюро переписи населения США, статистически обособленная местность Тайс имеет общую площадь в 3,11 квадратных километров, из которых 2,85 кв. километров занимает земля и 0,26 кв. километров — вода. Площадь водных ресурсов округа составляет 8,36 % от всей его площади.
Статистически обособленная местность Тайс расположена на высоте 5 м над уровнем моря.

## Демография
| Год переписи        | Нас. |  | %±     |
| ------------------- | ---- |  | ------ |
| 1950                | 1133 |  | —      |
| 1960                | 4377 |  | 286,3% |
| 1970                | 7254 |  | 65,7%  |
| 1980                | 6645 |  | −8,4%  |
| 1990                | 3971 |  | −40,2% |
| 2000                | 4538 |  | 14,3%  |
| 1950–2000 Источник: |      |  |        |

По данным переписи населения 2000 года, в Тайсe проживало 4538 человек, 1026 семей, насчитывалось 1556 домашних хозяйств и 1789 жилых домов. Средняя плотность населения составляла около 1459,16 человек на один квадратный километр. Расовый состав населённого пункта распределился следующим образом: 67,08 % белых, 12,63 % — чёрных или афроамериканцев, 0,66 % — коренных американцев, 1,06 % — азиатов, 0,13 % — выходцев с тихоокеанских островов, 4,36 % — представителей смешанных рас, 14,08 % — других народностей. Испаноговорящие составили 40,83 % от всех жителей статистически обособленной местности.
Из 1556 домашних хозяйств в 33,4 % воспитывали детей в возрасте до 18 лет, 41,0 % представляли собой совместно проживающие супружеские пары, в 16,6 % семей женщины проживали без мужей, 34,0 % не имели семей. 24,4 % от общего числа семей на момент переписи жили самостоятельно, при этом 9,1 % составили одинокие пожилые люди в возрасте 65 лет и старше. Средний размер домашнего хозяйства составил 2,92 человек, а средний размер семьи — 3,40 человек.
Население статистически обособленной местности по возрастному диапазону по данным переписи 2000 года распределилось следующим образом: 29,5 % — жители младше 18 лет, 10,8 % — между 18 и 24 годами, 29,9 % — от 25 до 44 лет, 18,7 % — от 45 до 64 лет и 11,1 % — в возрасте 65 лет и старше. Средний возраст жителей составил 31 год. На каждые 100 женщин в Тайсe приходилось 111,4 мужчин, при этом на каждые сто женщин 18 лет и старше приходилось 114,7 мужчин также старше 18 лет.
Средний доход на одно домашнее хозяйство статистически обособленной местности составил 25 453 доллара США, а средний доход на одну семью — 26 885 долларов. При этом мужчины имели средний доход в 21 900 долларов США в год против 18 214 долларов среднегодового дохода у женщин. Доход на душу населения статистически обособленной местности составил 25 453 доллара в год. 28,2 % от всего числа семей в населённом пункте и 33,1 % от всей численности населения находилось на момент переписи населения за чертой бедности, при этом 44,5 % из них были моложе 18 лет и 26,9 % — в возрасте 65 лет и старше.